# Lac Roofen
Le lac Roofen, ou Roofensee, est un lac situé dans l'arrondissement de Haute-Havel, dans le Nord du Brandebourg, à presque 6 km de la frontière avec le land de Mecklembourg-Poméranie-Occidentale. De forme allongée et d'orientation Nord-Ouest–Sud-Est, il a une surface de 0,56 km ² et une profondeur allant jusqu'à 19 m. Le Roofensee fait partie du parc naturel de Stechlin-Ruppin. Il se trouve sur le territoire de la commune de Stechlin et touche à son extrémité sud-est le quartier de Menz.
Un circuit de 6 km fait le tour du lac. Sur une partie de ce chemin passe aussi un sentier découverte deux fois plus long (12 km) qui conduit, en outre, dans la zone forestière entourant le lac. On y trouve cinq haltes partiellement accessibles aux handicapés et dont une partie a été terminée en 2007. Le sentier découverte a été ouvert dans sa totalité le 26 juin 2008.
Par l'intermédiaire du canal de Polzow, le Roofensee est relié à d'autres étendues d'eau, à l'est avec le petit et le grand Wentowsee et par là avec la Havel, à l'ouest avec le Nehmitzsee et par là avec le Grand Stechlinsee.

## Source
- (de) Cet article est partiellement ou en totalité issu de l’article de Wikipédia en allemand intitulé « Roofensee » (voir la liste des auteurs).